# Breathe (Jax Jones)
Breathe è un singolo del DJ britannico Jax Jones, pubblicato il 1º dicembre 2017.
Il brano vede la partecipazione vocale della cantante norvegese Ina Wroldsen.

## Tracce
1. Breathe (feat. Ina Wroldsen) – 3:27